# 32e prix Lambda Literary
Le 32e prix Lambda Literary a lieu le 1 juin 2020 pour honorer les ouvrages publiés en 2019. 

## Organisation
Le prix est entièrement organisé sur Internet en raison de la pandémie de Covid-19 aux États-Unis, et au lieu d'une cérémonie principale, chaque prix est présenté lors d'une courte conférence en ligne.

## Lauréats et finalistes
| Catégorie                    | Lauréat | Finalistes |
| ---------------------------- | --- | --- |
| Fiction lesbienne            | Patsy, Nicole Dennis-Benn, Liveright Publishing | - Cantoras, Carolina De Robertis, Knopf - A Generous Spirit: Selected Work by Beth Brant, Janice Gould, Sinister Wisdom & Inanna Publications - Mostly Dead Things, Kristen Arnett, Tin House Books - On Swift Horses, Shannon Pufahl, Riverhead Books - A People's History of Heaven, Mathangi Subramanian, Algonquin Books of Chapel Hill - Red at the Bone, Jacqueline Woodson, Riverhead Books - Stay and Fight, Madeline ffitch, Farrar, Straus and Giroux |
| Fiction gay                  | Lot, Bryan Washington, Riverhead Books | - Animalia, Jean-Baptiste Del Amo, traduit par Frank Wynne, Grove Press - The Archive of Alternate Endings, Lindsey Drager, Dzanc Books - In West Mills, De'Shawn Charles Winslow, Bloomsbury Publishing - Like This Afternoon Forever, Jaime Manrique, Kaylie Jones Books - Lord, João Gilberto Noll, traduit par Edgar Garbelotto, Two Lines Press - Murmur, Will Eaves, Bellevue Literary Press - On Earth We're Briefly Gorgeous, Ocean Vuong, Penguin Press |
| Fiction bisexuelle           | Exquisite Mariposa, Fiona Alison Duncan, Soft Skull Press | - Big Familia, Tomas Moniz, Acre Books - Deposing Nathan, Zack Smedley, Page Street - Jude, Garrett Leigh, Fox Love Press - Just Pervs, Jess Taylor, Book*hug Press - The Man Who Saw Everything, Deborah Levy, Bloomsbury Publishing - The Not Wives, Carley Moore, The Feminist Press - The Remainder, Alia Trabucco Zerán, traduit par Sophie Hughes, Coffee House Press |
| Fiction transgenre           | Little Blue Encyclopedia (for Vivian), Hazel Jane Plante, Metonymy Press | - The Beatrix Gates, Rachel Pollack, PM Press - Honey Walls, Bones McKay, McKay & Gray Publications - Poet, Prophet, Fox: The Tale of Sinnach the Seer, M.Z. McDonnell, auto-édition - The Trans Space Octopus Congregation, Bogi Takács, Lethe Press |
| Non-fiction LGBTQ            | In the Dream House, Carmen Maria Machado, Graywolf Press | - Bloodflowers: Rotimi Fani-Kayode, Photography, and the 1980s, W. Ian Bourland, Duke University Press - The Bodies of Others: Drag Dances and Their Afterlives, Selby Wynn Schwartz, University of Michigan Press - Dying to Be Normal: Gay Martyrs and the Transformation of American Sexual Politics, Brett Krutzsch, Oxford University Press - Honeypot: Black Southern Women Who Love Women, E. Patrick Johnson, Duke University Press - When Brooklyn Was Queer: A History, Hugh Ryan, St. Martin's Press - Why Karen Carpenter Matters, Karen Tongson, University of Texas Press - A Year Without a Name, Cyrus Grace Dunham, Little, Brown and Company |
| Non-fiction bisexuelle       | Socialist Realism, Trisha Low, Coffee House Press | - IMPERVIOUS: Confessions of a Semi-Retired Deviant, Janet W. Hardy, SinCyr Publishing - A World Without Martha: A Memoir of Sisters, Disability, and Difference, Victoria Freeman, UBC Press |
| Non-fiction transgenre       | We Both Laughed in Pleasure: The Selected Diaries of Lou Sullivan, Ellis Martin et Zach Ozma, Nightboat Book | - Females by Andrea Long Chu, Verso Books - Real Queer America: LGBT Stories from Red States, Samantha Allen, Little, Brown and Company - Theorizing Transgender Identity for Clinical Practice: A New Model for Understanding Gender, S.J. Langer, Jessica Kingsley Publishers - Time Is the Thing A Body Moves Through, T Fleischmann, Coffee House Press |
| Poésie lesbienne             | & more black, t'ai freedom ford, Augury Books | - Odes to Lithium, Shira Erlichman, Alice James Books - (the other house), Rocío Carlos, The Accomplices - Pressure Cooker Love Bomb, Sharanpal Ruprai, Frontenac House - Soft Science, Franny Choi, Alice James Books - Time, Etel Adnan, traduit par Sarah Riggs, Nightboat Books - tsunami vs. the fukushima 50, Lee Ann Roripaugh, Milkweed Editions - Without Protection, Gala Mukomolova, Coffee House Press |
| Poésie gay                   | SLINGSHOT, Cyrée Jarelle Johnson, Nightboat Books | - Doomstead Days, Brian Teare, Nightboat Books - The Experiment of the Tropics, Lawrence Lacambra Ypil, Gaudy Boy - Eyes Bottle Dark with a Mouthful of Flowers, Jake Skeets, Milkweed Editions - Losing Miami, Gabriel Ojeda-Sagué, The Accomplices - NDN Coping Mechanisms: Notes from the Field, Billy-Ray Belcourt, House of Anansi Press - The Revisionist & The Astropastorals, Douglas Crase, Nightboat Books - The Tradition, Jericho Brown, Copper Canyon Press |
| Poésie bisexuelle            | Pet Sounds, Stephanie Young, Nightboat Books | - Build Yourself a Boat, Camonghne Felix, Haymarket Books - HoodWitch, Faylita Hicks, Acre Books - Moira of Edges, Moira the Tart, Moina Pam Dick, Organism for Poetic Research - Revenge of the Asian Woman, Dorothy Chan, Diode Editions - ROMANS/SNOWMARE, Cam Scott, ARP Books - A Sand Book, Ariana Reines, Tin House Books - water/tongue, mai c. doan, Omnidawn |
| Poésie transgenre            | HULL, Xandria Phillips, Nightboat Books | - Dispatch, Cameron Awkward-Rich, Persea Books - EXTRATRANSMISSION, Andrea Abi-Karam, Kelsey Street Press - Our Weather Our Sea, Samuel Ace, Black Radish Books - The Year of Blue Water, Yanyi, Yale University Press |
| Roman à mystère lesbien      | Galileo, Ann McMan, Bywater Books | - The Blood Runs Cold, Catherine Maiorisi, Bella Books - The Hound of Justice, Claire O'Dell, Harper Voyager - The Mirror of Muraro, Amelia Ellis, Newton Pryce Ingram - Twisted at the Root: A Jane Lawless Mystery, Ellen Hart, Minotaur Books |
| Roman à mystère gay          | Carved in Bone: A Henry Rios Novel, Michael Nava, Persigo Press | - ChoirMaster: A Mister Puss Mystery, Michael Craft, Questover Press - Death Takes a Bow, David S. Pederson, Bold Strokes Books - The Fourth Courier, Timothy Jay Smith, Arcade Publishing - The Nowhere, Chris Gill, PRNTD Publishing - The Quaker, Liam McIlvanney, Europa Editions/World Noir - Rewind, Marshall Thornton, Kenmore Books - Royal Street Reveillon, Greg Herren, Bold Strokes Books |
| (Auto-)Biographie lesbienne  | We Have Always Been Here: A Queer Muslim Memoir, Samra Habib, Viking Canada | - Long Live the Tribe of Fatherless Girls, T Kira Madden, Bloomsbury Publishing - Motherland: A Memoir of Love, Loathing, and Longing, Elissa Altman, Ballantine Books - Ordinary Girls, Jaquira Díaz, Algonquin Books of Chapel Hill - The Rib Joint: A Memoir In Essays, Julia Koets, Red Hen Press - Sontag: Her Life and Work, Benjamin Moser, Ecco - Wayward Lives, Beautiful Experiments: Intimate Histories of Social Upheaval, Saidiya Hartman, W. W. Norton & Company - A Wild and Precious Life, Edie Windsor with Joshua Lyon, St. Martin's Press |
| (Auto-)Biographie gay        | How We Fight for Our Lives, Saeed Jones, Simon & Schuster | - The Amphitheater of the Dead, Guy Hocquenghem, traduit par Max Fox, Guillotine - DISASTERAMA! Adventures in the Queer Underground 1977-1997, Alvin Orloff, Three Rooms Press - I.M., Isaac Mizrahi, Flatiron Books - In the Shadow of the Bridge, Joseph Caldwell, Delphinium Books - Indefinite Sentence: A Personal History of Outlawed Love and Sex, Siddharth Dube, Atria Books - Jimmy Neurosis, James Oseland, Ecco - The Light Years, Chris Rush, Farrar, Straus and Giroux |
| Romance lesbienne            | Aurora’s Angel: A Dark Fantasy Romance, Emily Noon, Bluefire Books | - Create a Life to Love, Erin Zak, Bold Strokes Books - Once Ghosted, Twice Shy, Alyssa Cole, Avon Impulse - Pretending in Paradise, M. Ullrich, Bold Strokes Books - The Roommate Arrangement, Jae, Ylva Publishing - The Secret Chord, Virginia Hale, Bella Books - Tennessee Whiskey, Donna K. Ford, Bold Strokes Books - Top of Her Game, M. Ullrich, Bold Strokes Books |
| Romance gay                  | Joseph Chapman: My Molly Life, James Lovejoy, auto-édition | - Best Man, Chris Delyani, auto-édition - Blue Umbrella Sky, Rick R. Reed, Dreamspinner Press - Code Name: Liberty, Marshall Thornton, Kenmore Books - Digging Deep, Jay Hogan, Dreamspinner Press - Escaping Camp Roosevelt, Bryan T. Clark, Cornbread Publishing - Kiss Me Again, Garrett Leigh, Fox Love Press - My Baby Chased Away the Blues, R.A. Thorn, NineStar Press |
| Anthologie LGBTQ             | (à égalité) Love WITH Accountability: Digging up the Roots of Child Sexual Abuse, Aishah Shahidah Simmons, AK Press A Rainbow Thread: An Anthology of Queer Jewish Texts from the First Century to 1969, Noam Sienna, Print-O-Craft | - The BreakBeat Poets Volume 3: Halal if You Hear Me, Fatimah Asghar and Safia Elhillo, Haymarket Books - Foglifter Volume 4 Issue 2, Luiza Flynn-Goodlett, Foglifter Press - The Heart of the Matter: The Gerald Kraak Anthology Volume III, The Other Foundation, Jacana Media - Hustling Verse: An Anthology of Sex Workers' Poetry, Amber Dawn and Justin Ducharme, Arsenal Pulp Press - LGBTQ Fiction and Poetry from Appalachia, Jeff Mann and Julia Watts, West Virginia University Press - Nonbinary: Memoirs of Gender and Identity, Micah Rajunov and Scott Duane, Columbia University Press |
| Jeunesse / Young Adult LGBTQ | Jeunesse : Hazel's Theory of Evolution, Lisa Jenn Bigelow, HarperCollins Young Adult : The Grief Keeper, Alexandra Villasante, G.P. Putnam’s Sons Books for Young Readers                                                           | - All the Things We Do in the Dark, Saundra Mitchell, HarperTeen - Hurricane Season, Nicole Melleby, Algonquin Young Readers - The Meaning of Birds, Jaye Robin Brown, HarperTeen - Pet, Akwaeke Emezi, Make Me a World - Pride Colors, Robin Stevenson, Orca Book Publishers - Wilder Girls, Rory Power, Delacorte Press |
| Théâtre LGBTQ                | A Strange Loop (en), Michael R. Jackson (en), produit par Playwrights Horizons | - The Amateurs, Jordan Harrison, Samuel French, Inc. - Dr. Ride's American Beach House, Liza Birkenmeier, produit par Ars Nova |
| Érotisme LGBTQ               | Whore Foods, LA Warman, Inpatient Press | - Lord of the Senses, Vikram Kolmannskog, Team Angelica Publishing - Lot's Wife: An Erotic Novella, Rosalind Chase, Under Hill Press - The Shape of the Earth, Gary Garth McCann, Bold Strokes Books - Texas Crude, Thomas Kearnes, Lethe Press |
| Roman graphique LGBTQ        | Cannonball, Kelsey Wroten, Uncivilized Books | - Are You Listening?, Tillie Walden, First Second - Death Threat, Vivek Shraya, illustrated by Ness Lee, Arsenal Pulp Press - Is This How You See Me?, Jaime Hernandez, Fantagraphics Books - Laura Dean Keeps Breaking Up With Me, Mariko Tamaki, illustrated by Rosemary Valero O'Connell, First Second |
| SF/F/Horreur LGBTQ           | Les Abysses (The Deep), Rivers Solomon, Daveed Diggs, William Hutson et Jonathan Snipes, Gallery / Saga Press | - Léopard noir, loup rouge (Black Leopard, Red Wolf) par Marlon James, Riverhead Books - False Bingo, Jac Jemc, Farrar, Straus and Giroux - Le Prieuré de l'Oranger (The Priory of the Orange Tree), Samantha Shannon, Bloomsbury Publishing - The Rampant, Julie C. Day, Aqueduct Press - A Spectral Hue, Craig Laurance Gidney, Word Horde - Stories to Sing in the Dark, Matthew Bright, Lethe Press - Sirène, debout : Ovide rechanté (Wake, Siren: Ovid Resung), Nina MacLaughlin, Farrar, Straus and Giroux |
| Études LGBTQ                 | All Our Trials: Prisons, Policing, and the Feminist Fight to End Violence, Emily L. Thuma, University of Illinois Press | - Archiving an Epidemic: Art, AIDS, and the Queer Chicanx Avant-Garde, Robb Hernández, New York University Press - Beside You in Time: Sense Methods and Queer Sociabilities in the American Nineteenth Century, Elizabeth Freeman, Duke University Press - Queer Times, Black Futures, Kara Keeling, New York University Press - Queering Black Atlantic Religions: Transcorporeality in Candomblé, Santería and Vodou, Roberto Strongman, Duke University Press - Reading Sideways: The Queer Politics of Art in Modern American Fiction, Dana Seitler, Fordham University Press - Scorpio Rising: A Queer Film Classic, R.L. Cagle, Arsenal Pulp Press - Trans Exploits: Trans of Color Cultures and Technologies in Movement, Jian Neo Chen, Duke University Press |

## Prix spéciaux
| Prix                          | Gagnant       |
| ----------------------------- | ------------- |
| Trustee Award                 | Jericho Brown |
| Visionary Award               | Jane Wagner   |
| Publishing Professional Award | Brian Lam     |